# Liste der Monuments historiques in Niedermodern
Die Liste der Monuments historiques in Niedermodern führt die Monuments historiques in der französischen Gemeinde Niedermodern auf.

## Liste der Bauwerke
| Bezeichnung   | Beschreibung              | Standort                                 | Kennzeichnung | Schutzstatus | Datum | Bild |
| ------------- | ------------------------- | ---------------------------------------- | ------------- | ------------ | ----- | ---- |
| Napoleonsbank | Ruhebank; Sandstein, 1854 | südöstlich des Ortes an der D 110 (Lage) | PA00084832    | Inscrit      | 1988  |      |